# لين ماري ستيوارت
لين ماري ستيوارت (بالإنجليزية: Lynne Marie Stewart)‏ هي ممثلة أمريكية، ولدت في 14 ديسمبر 1946 بلوس أنجلوس في الولايات المتحدة.

## وصلات خارجية
- لين ماري ستيوارت على موقع IMDb (الإنجليزية)
- لين ماري ستيوارت على موقع قاعدة بيانات برودواي على الإنترنت (الإنجليزية)
- لين ماري ستيوارت على موقع قاعدة بيانات الفيلم (الإنجليزية)